# فولوديمير أوستابتشوك
فولوديمير فاليريوفيتش أوستابتشوك (الأوكرانية: Володимир Валерійович Остапчук; ولد 27 سبتمبر 1984 في أومان) مقدم تلفزيوني، مؤدي صوتي ومذيع راديو أوكراني، اشتهر بتقديمه مسابقة الأغنية الأوروبية 2017 بصحبه أوليكساندر سكيتشكو وتيمور ميروشنيشنكو.

## روابط خارجية
- فولوديمير أوستابتشوك على موقع IMDb (الإنجليزية)
- فولوديمير أوستابتشوك على موقع قاعدة بيانات الفيلم (الإنجليزية)